# Campionato sudamericano maschile under 19 di calcio 1964
Il Campionato sudamericano di calcio Under-19 1964, 3ª edizione della competizione organizzata dalla CONMEBOL e riservata a giocatori Under-19, è stato giocato in Colombia.

## Partecipanti
Partecipano al torneo 7 delle 10 rappresentative nazionali affiliate alla Confederación sudamericana de Fútbol (non sono presenti Bolivia Brasile e Ecuador):
| - Argentina - Cile - Colombia - Paraguay |  | - Perù - Uruguay - Venezuela |

## Città
La Federazione calcistica colombiana scelse come luoghi deputati a ospitare la manifestazione le città di Barranquilla, Bogotà, Cali e Medellín.

## Formato

### Fase a gironi
Le 7 squadre partecipanti vengono incluse in un unico girone all'italiana.
In caso di arrivo a pari punti in classifica, la posizione si determina seguendo in ordine:
- Differenza reti;
- Numero di gol realizzati;
- Risultato dello scontro diretto;
- Sorteggio.

## Fase finale
| Squadra   | P.ti | G | V | P | S | GF | GS | DR  |
| --------- | ---- | - | - | - | - | -- | -- | --- |
| Uruguay   | 9    | 6 | 2 | 3 | 0 | 13 | 9  | +4  |
| Paraguay  | 7    | 6 | 2 | 2 | 1 | 16 | 10 | +6  |
| Colombia  | 7    | 6 | 2 | 2 | 1 | 10 | 6  | +4  |
| Cile      | 7    | 6 | 2 | 2 | 1 | 13 | 13 | 0   |
| Perù      | 5    | 6 | 1 | 1 | 3 | 10 | 13 | -3  |
| Argentina | 4    | 6 | 0 | 2 | 3 | 6  | 17 | -11 |
| Venezuela | 3    | 6 | 0 | 2 | 3 | 6  | 17 | -11 |

| Cali 12 gennaio 1964 | Argentina | 0 – 1 | Paraguay |  |

| Cali 12 gennaio 1964 | Cile | 1 – 1 | Uruguay |  |

| Cali 12 gennaio 1964 | Colombia | 1 – 1 | Venezuela |  |

| Cali 15 gennaio 1964 | Argentina | 2 – 0 | Cile |  |

| Cali 15 gennaio 1964 | Uruguay | 2 – 1 | Venezuela |  |

| Cali 15 gennaio 1964 | Colombia | 2 – 1 | Perù |  |

| Cali 19 gennaio 1964 | Argentina | 0 – 1 | Uruguay |  |

| Cali 19 gennaio 1964 | Colombia | 0 – 0 | Paraguay |  |

| Cali 19 gennaio 1964 | Cile | 2 – 1 | Perù |  |

| Barranquilla 22 gennaio 1964 | Argentina | 0 – 0 | Venezuela |  |

| Barranquilla 22 gennaio 1964 | Cile | 2 – 1 | Paraguay |  |

| Barranquilla 22 gennaio 1964 | Perù | 2 – 1 | Uruguay |  |

| Bogotà 26 gennaio 1964 | Colombia | 2 – 1 | Argentina |  |

| Bogotà 26 gennaio 1964 | Paraguay | 2 – 0 | Perù |  |

| Bogotà 26 gennaio 1964 | Cile | 0 – 0 | Venezuela |  |

| Medellín 29 gennaio 1964 | Colombia | 1 – 1 | Cile |  |

| Medellín 29 gennaio 1964 | Uruguay | 2 – 1 | Paraguay |  |

| Medellín 29 gennaio 1964 | Perù | 2 – 1 | Venezuela |  |

| Cali 2 febbraio 1964 | Argentina | 1 – 1 | Perù |  |

| Cali 2 febbraio 1964 | Paraguay | 1 – 0 | Venezuela |  |

| Cali 2 febbraio 1964 | Uruguay | 1 – 0 | Colombia |  |

## Classifica marcatori
| Gol |  |  | Giocatore   | Squadra |
| --- |  |  | ----------- | ------- |
| 5   |  |  | Jaime Bravo | Cile    |